# Keep It Dark
Singles de Genesis
No Reply at All Man on the Corner
Keep It Dark est une chanson du groupe Genesis sortie en octobre 1981.
Elle a été écrite par Tony Banks, Phil Collins et Mike Rutherford et produite par Hugh Padgham.
Extraite de l'album Abacab, elle atteint la 33e place au Royaume-Uni.

## Reprises
En 2007, le fils de Phil Collins, Simon Collins, enregistre sa propre version de la chanson avec Dave Kerzner, Kelly Nordstrom et Andre Fedorow, en hommage à Genesis à l'occasion du 40e anniversaire du groupe,.
La pièce est interprétée par le groupe World Trade sur l'album de reprises de Genesis par divers artistes Supper's Ready (1995).